# Tarquinio Provini
Tarquinio Provini (né le 29 mai 1933 à Roveleto et mort le 6 janvier 2005 à Bologne) était un pilote de moto italien, champion du monde en Grand Prix  en 125 cm3
et 250 cm3. Il a également remporté quatre fois le Tourist Trophy de l'île de Man et treize championnats nationaux italiens.

## Biographie
Tarquinio Provini est né dans le hameau de Roveleto à Cadeo, en Émilie-Romagne. Fils du propriétaire d'un garage, il grandit autour des moteurs et des machines, et commence à faire de la moto à l'âge de dix ans. Il commence la compétition moto en 1949, malgré le fait qu'il soit trop jeune, en utilisant le nom de son oncle sur son permis de courses. En 1954, il remporte le Motogiro d'Italie. Il commence les Championnats du monde vers le milieu de la saison 1954 et remporte le Grand Prix moto d'Espagne à la fin de l'année. Il remporte en 1957 le Championnat du monde 125 cm3 sur un FB Mondial d'usine. Tarquinio finit 1er avec Carlo Ubbiali sur MV Agusta, résistant à la NSU de Mike Hailwood et Bob Brown en 1958 à la finale du Trophée touristique des 250 cm3 légers de l'île de Man en 1958. En 1958, il remporte le Championnat du monde 250 cm3 sur une MV Agusta.
Lorsque MV Agusta abandonne la compétition dans les cylindrées plus petites, Provini signe pour l'écurie Moto Morini usine. En 1963, il mène une bataille tout au long de la saison avec la Honda de Jim Redman, Mike Hailwood et le Japonais Kunimitsu Takahashi, pour le championnat du monde 250 cm3. Chaque coureur ayant remporté quatre courses et le titre s'est joué jusqu'à la dernière course au Japon, Redman remportant finalement le championnat devant Provini par deux points d'avance. En 1966, il subit un grave accident au TT de l'île de Man, en raison d'une modification du moteur au cours des essais (cause « officielle » annoncée : un éblouissement par le soleil de face). Touché au bassin et à la colonne vertébrale, il est forcé à prendre sa retraite à 33 ans. Provini s'est ensuite reconverti et a cofondé la compagnie Protar (venant de son nom PROvini TARquinio) spécialisée dans la fabrication de maquettes de motos de courses dont le siège était basé à Bologne. Ses fils Marzio et Tullio ont pris la suite de leur père dans la compagnie. 
Tarquinio Provini est mort à Bologne en janvier 2005 à l'âge de 71 ans.

## Palmarès
- 1957 : Champion du monde sur FB Mondial en 125 cm3
- 1958 : Champion du monde sur MV Agusta en 250 cm3
- A participé à 50 courses en Championnats du monde
- 20 victoires en Championnats du monde (6 en 125 cm3 et 14 en 250 cm3)
- 39 podiums en Championnats du monde
- 23 meilleurs tours en course en Championnats du monde
- 4 fois vainqueur du Tourist Trophy de l'île de Man
- 13 fois Champion d'Italie

- A couru sur :
  - FB Mondial (125 et 250 cm3) de 1954 à 1957
  - MV Agusta (125 et 250 cm3) de 1958 à 1959
  - Moto Morini (250 cm3) de 1960 à 1963
  - Kreidler (50 cm3) en 1964
  - Benelli (250 et 350 cm3) de 1964 à 1966